# Krompachy
Krompachy (în germană Krompach, în maghiară Korompa) este un oraș din Slovacia cu 8.581 locuitori.

## Demografie
| An:                | 1994 | 2004   | 2014   | 2024   |
| ------------------ | ---- | ------ | ------ | ------ |
| Număr de persoane: | 8442 | 8870   | 8889   | 8587   |
| Diferență:         |      | +5,06% | +0,21% | −3,39% |

| An:                | 2023 | 2024   |
| ------------------ | ---- | ------ |
| Număr de persoane: | 8584 | 8587   |
| Diferență:         |      | +0,03% |